# 永源寺ダム
永源寺ダム（えいげんじダム）は、滋賀県東近江市、淀川水系愛知川に建設されたダムである。

## 沿革
近江盆地は古来より穀倉地帯として知られており、太閤検地で78万石が打ち出される等日本有数の稲作地帯であった。しかし、流域河川の多くは天井川で慢性的な水不足に陥りやすく、農民による水争いが昭和初期まで頻発していた。これを解消し安定した灌漑用水を確保するため、農林省（現・農林水産省）近畿農政局によって野洲川ダム（野洲川）等の灌漑専用ダムが建設され、周辺市町による国営のダム建設を求める運動もあり、愛知川にも1952年（昭和27年）に灌漑専用ダムの建設が計画された。
地質調査により、当初予定地の佐目地先でのダム建設は技術的に不可能であることが判明し、現在の位置（相谷地先）に変更し、1956年（昭和31年）に国営愛知川農業水利事業計画として確定した。
ダムの型式は重力式コンクリートダムとロックフィルダムの複合、いわゆるコンバインダムで淀川水系では唯一のコンバインダムである。左岸が重力式コンクリート、右岸がロックフィルである。高さは73.5m。灌漑の他関西電力株式会社による発電（5,000 kW）が目的の多目的ダムである（ただし洪水調節機能は有していないので、狭義の多目的ダムとは異なる）。
1952年に計画が始まったが、水没世帯数213世帯ということから反対運動が根強く補償交渉に時間が掛かり、完成したのは20年後の1972年（昭和47年）である。1984年（昭和59年）より管理が滋賀県愛知川流域田園整備事務所に移行している。

## 永源寺第2ダム
完成以後も近江盆地の農地面積は拡大を続け、水不足による取水制限も次第に問題となった。このため用水供給の更なる安定化を図るべく1989年（平成元年）より農林水産省近畿農政局によって灌漑専用の永源寺第2ダムが計画された。型式は重力式コンクリートダムで高さは90.0 mと比較的大規模である。反対運動のため未着工のままであり、この間に水需要の減少もあって、農林水産省は計画を縮小、貯水量を3割削減させた。
ところが、反対住民の建設異議申し立てを農林水産大臣が却下したことで、却下取り消しを求めた裁判が起こった。この裁判の中で、ダム地質調査に欠かせないボーリング調査を行っていなかったことが判明。2005年（平成17年）、大阪高等裁判所の控訴審判決で「調査を行わず工事を進めている永源寺第2ダム建設は違法である」と判決が下された。農林水産省は最高裁判所に上告したが、2007年10月11日、最高裁に棄却され確定判決となった。ダム建設が違法となった判決は、各方面に大きな問題を投げかけた。

## 観光
ダムの下流には臨済宗永源寺派の本山である永源寺があり、関西有数の紅葉の名所となっている。2005年（平成17年）、地元からの推薦によってダム湖である永源寺湖は財団法人ダム水源地環境整備センターが選定する「ダム湖百選」に選ばれている。
ダムの周回道路には桜の木が多数植えられており、お花見スポットとして近年脚光を浴びている。但し管理事務所の対岸にある周回道路は、落石の危険があるためか通行止めになっており、上流・下流の入り口には柵が設置されている。しかしながら柵は可動式であり、一般車も容易に侵入できるが随所に大小の石が転がっており、道幅も狭く一歩間違えればダムに転落する恐れがある。
またマムシ・ヤマカガシ等の毒蛇が出没することがある。

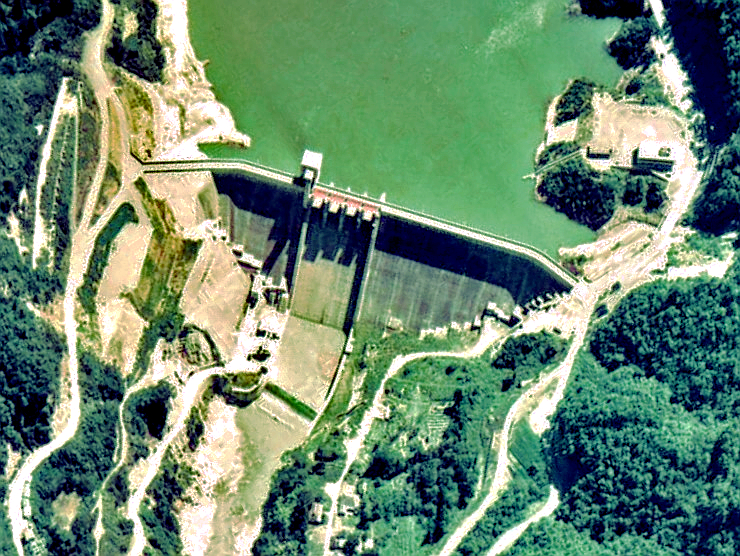
右岸部分をロックフィルとした永源寺ダム
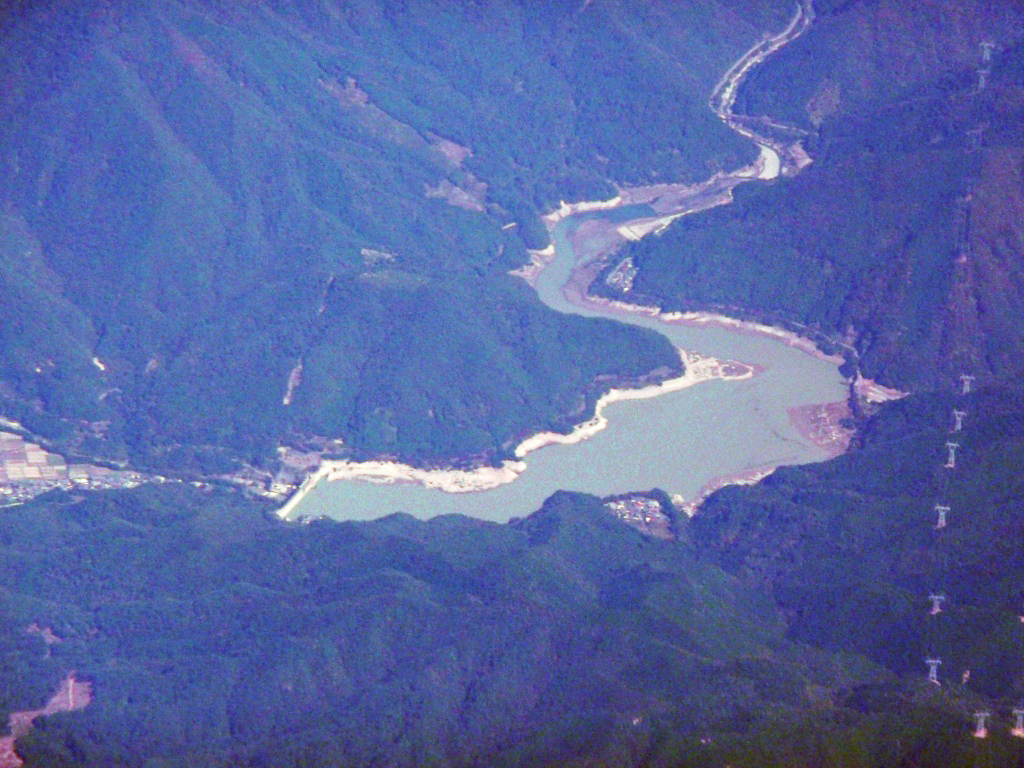
永源寺湖空撮

## 備考
ダムの水門などは石川島播磨重工業（現IHI）製